# Joey Graham
Joseph (Joey) Graham (nascut l'11 de juny de 1982 en Wilmington, Delaware) és un jugador professional de bàsquet que juga en els Cleveland Cavaliers de l'NBA.